# Serena Spaziani
Serena Spaziani, all'anagrafe Leonilde Spaziani Testa (Roma, 10 marzo 1947), è un'attrice, doppiatrice e direttrice del doppiaggio italiana.

## Biografia
È stata la moglie dell'impresario teatrale, attore, scrittore, drammaturgo e doppiatore Mario Chiocchio (1927-2017).

## Filmografia

### Cinema
- Il terrore dei mari, regia di Domenico Paolella (1961)
- La badessa di Castro, regia di Armando Crispino (1974)
- Comunque mia, regia di Sabrina Paravicini  (2004)

### Televisione
- Cime tempestose, regia di Mario Landi (1956)
- Il romanzo di un maestro (1959)
- Il padrone del villaggio (1965)
- Vivere insieme (1969)
- Lascio alle mie donne (1974)
- Sotto il placido Don (1974)
- Ritratto di donna velata, regia di Flaminio Bollini (1975)
- Il commissario De Vincenzi 2 (1977)
- Il bello delle donne (2002)
- Blindati (2003)
- Il maresciallo Rocca 5 (2005)

## Doppiaggio

### Cinema
- Shirley Knight in L'inferno sommerso
- Swoosie Kurtz in Una bionda per i Wildcats
- Brenda Blethyn in Le ragazze della notte
- Christine Pignet in La vita è un lungo fiume tranquillo
- Talia Shire in New York Stories
- Loretta Devine in Il funerale è servito
- Diane Ladd in La vedova nera
- Frances de la Tour in The History Boys
- Ann Lambton in Codice Homer - A different loyalty
- Sue Lloyd in Lady Oscar
- Veronica Cartwright in Candyman 2 - Inferno nello specchio
- Catherine Jacob in Zia Angelina
- Florence Giorgetti in Once More - Ancora
- Ines Navarro in Boom Boom
- Flora Àlvarez in Princesas
- Gabriela Medina in Machuca
- Linda Gray in Ritorno a Dallas, Dallas: La guerra degli Ewing
- Joanna Cassidy in Invito all'inferno
- JoBeth Williams in Un cuore per cambiare
- Joanna Kerns in Genitori in blue jeans - The movie
- Lois Chiles in Costretti a fuggire
- Carol Lynley in L'immortale

### Film tv
- Gayle Hunnicutt in Un bacio da un milione di dollari
- Sabine Wagner in Heimat
- Robin Weigert in Angels in America

### Telefilm
- Linda Gray in Melrose Place, Models Inc.
- Karen Grassle in La casa nella prateria
- Joanna Kerns in Genitori in blue jeans
- Debbie Allen in Saranno famosi
- Linda Evans in La grande vallata
- Dee Wallace-Stone in Felicity
- Madlyn Rhue in Star Trek
- Marilyn Mason in Longstreet
- Harriet Sansom Harris in Quasi parenti
- Donna Pescow in Angie
- Joanna Lumley in Absolutely Fabulous
- Ilene Graff in Mr. Belvedere
- Carlene Watkins in Bob
- Patricia Hamilton in Anna dai capelli rossi
- Brigit Wilson in I Campbell
- Sheila Scott-Wilkenson in Special Branch
- Annick Blancheteau in Il comandante Florent
- Andrea Wildner in Un ciclone in convento
- Brigitte Böttrich in Il nostro amico Charly
- Heike Jonca in Pengo

### Soap opera e telenovelas
- Linda Gray in Beautiful
- Sarah Douglas in Falcon Crest
- Susan Howard e Audrey Landers in Dallas
- Joan Van Ark in California
- Louise Sorel in Santa Barbara
- Leslie Charleson e Gloria Carlin in General Hospital
- Kathleen Layman in Destini
- Karin Ugowski in La strada per la felicità
- Susana Dosamantes in Amalia Batista
- Susana Freyre in Fra l'amore e il potere
- Alicia Bruzzo in Povera Clara
- Ursula Prats in Cuore di pietra
- Elaine Cristina in Il cammino della libertà
- Marília Pêra in Amore dannato
- Miriam Ochoa in Caribe
- Carolina Dieckmann in Soltanto per amore

### Cartoni animati
- Computer e Melodia in Silverhawks
- Fortecuore in Gli Orsetti del Cuore
- Wanda in F.T.P.D. Polizia Dipartimento Favole
- Signora Bumble in Orsi sotto il tetto
- B-Damage in B-Daman
- Contessa di Polignac in Lady Oscar
- Mary Buttman in Lady Georgie
- Maki, Mariann, Laura e Jasmine in Le nuove avventure di Lupin III
- Haman in Gundam
- Saori in Gordian
- Jira in Daitarn III
- Sachiko in Robottino
- Altemis in Galaxy Express 999
- Tara in Space Ghost e gli Erculoidi
- Benten (prima voce), Oyuki (quarta voce), Sakura (seconda voce) e Madre di Ataru (prima voce) in Lamù, la ragazza dello spazio
- Madre di Masami in Generator Gawl